# Bechara Giuda
Bechara Giuda Matarana OFM (* 28. August 1971 in Al-Nagila) ist ein ägyptischer Ordensgeistlicher und koptisch-katholischer Bischof von Abu Qurqas.

## Leben
Bechara Giuda trat 1983 in das Seraphische Seminar der Ordensgemeinschaft der Franziskaner in Asyut ein, trat dem Orden bei und legte am 1. September 1996 die erste Profess ab. Er studierte am Franziskanerseminar in Gizeh Philosophie und leistete anschließend seinen Militärdienst ab. Seine theologischen Studien absolvierte er am Patriarchalseminar in Maadi und am St. Paul Institut für Theologie und Philosophie in Harissa im Libanon. Er legte am 23. März 2001 die ewige Profess ab und empfing am 8. Juni desselben Jahres durch den Bischof von Sohag, Morkos Hakim, das Sakrament der Priesterweihe.
Nach der Priesterweihe war er in der Pfarrseelsorge und als Provinzialrat seiner Ordensprovinz sowie als Schulleiter in Kom Ombo tätig. Seit 2010 war er Pfarrer am Heiligtum der Stigmata des heiligen Franz von Assisi in Asyut.
Am 7. Januar 2020 gab Papst Franziskus seine Zustimmung zur Wahl Giudas zum ersten Bischof der mit gleichem Datum errichteten Eparchie Abu Qurqas durch die Synode der koptischen katholischen Kirche. Der koptisch-katholische Patriarch Ibrahim Isaac Sidrak spendete ihm am 27. Februar desselben Jahres in der Kathedrale von Abu Qurqas die Bischofsweihe. Mitkonsekratoren waren der Bischof von Assiut, Kyrillos Kamal William Samaan, der Bischof von Sohag, Basilios Fawzy Al-Dabe, und dessen Amtsvorgänger Youssef Aboul-Kheir, der Bischof von Ismayliah, Daniel Lotfy Khella und dessen Amtsvorgänger Makarios Tewfik, der Bischof von Minya, Kamal Fahim Awad Boutros Hanna, der Bischof von Luxor, Emmanuel Bishay, der Bischof von Gizeh, Toma Adly Zaki, sowie Hani Bakhoum Kiroulos, Kurienbischof im koptisch-katholischen Patriarchat.